# Фрамптон, Джордж
Сэр Джордж Джеймс Фрамптон (Фрэмптон) (англ. George James Frampton; 18 июня 1860, Лондон — 21 мая 1928, Лондон) — английский скульптор. Член Королевской академии художеств (с 1894). Рыцарь-бакалавр.

## Биография
Сын каменщика. Работал в архитектурной фирме. Учился в скульптурных классах школы техники и искусств Южного Лондона. В 1881 году продолжил обучение в школе Королевской академии художеств, которую окончил с золотой медалью. В 1887 году проходил практику в Париже, где учился под руководством Антонина Мерсье. В 1889 г. вернулся в Лондон, с 1893 г. занимался преподаванием в Школе изящных искусств Университетского колледжа Лондона.
Был ведущим членом движения «Новая скульптура».
Жена — художница Кристабель Кокерелл (1863—1951).
Отец художника Мередита Фрамптона (1894—1984).

## Творчество
В своем творчестве Фрамптон был близок к символистам и прерафаэлитам. Он также пробовал свои силы в декоративно-прикладном жанре — занимался разработкой медалей, ювелирных украшений и планировкой интерьеров.
Много работал над уличной и монументальной скульптурой, памятники его работы украшают Лондон (фигуры при входе в музей Виктории и Альберта), Салфорд (Мемориал Англо-бурской войны) и Глазго. Самым известным его произведением является фигура Питера Пэна, установленная в 1912 в Кенсингтонском саду в Лондоне. Со статуи было сделано ещё шесть копий, установленных в:
- Перте , Западная Австралия, Австралия
- Брюсселе, Бельгия
- Сент-Джонс (Ньюфаундленд и Лабрадор), Канада
- Торонто, Онтарио, Канада
- Ливерпуле, Англия
- Камдене, Нью-Джерси , США.

Ряд его работ можно увидеть в восстановленной церкви Святого Джеймса, Уортер в Йоркшире. Он автор бронзовой статуи покойной королевы Виктории (1902) в Калькутте, столице Британской Индии.

## Галерея

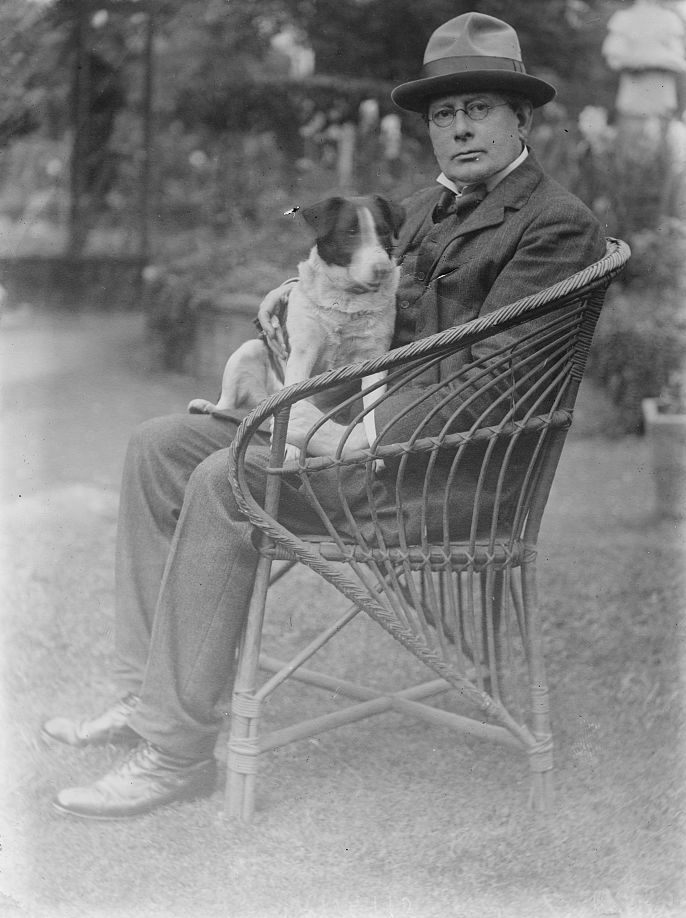
Джордж Джеймс Фрамптон. 1915 г.
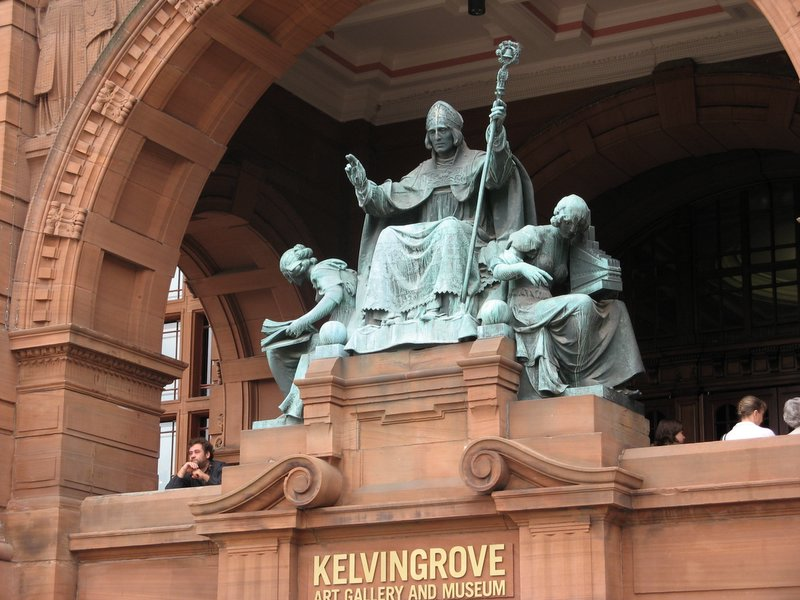
Статуя Святого Мунго, покровителя города Глазго и всей Шотландии. Художественная галерея и музей Келвингроув
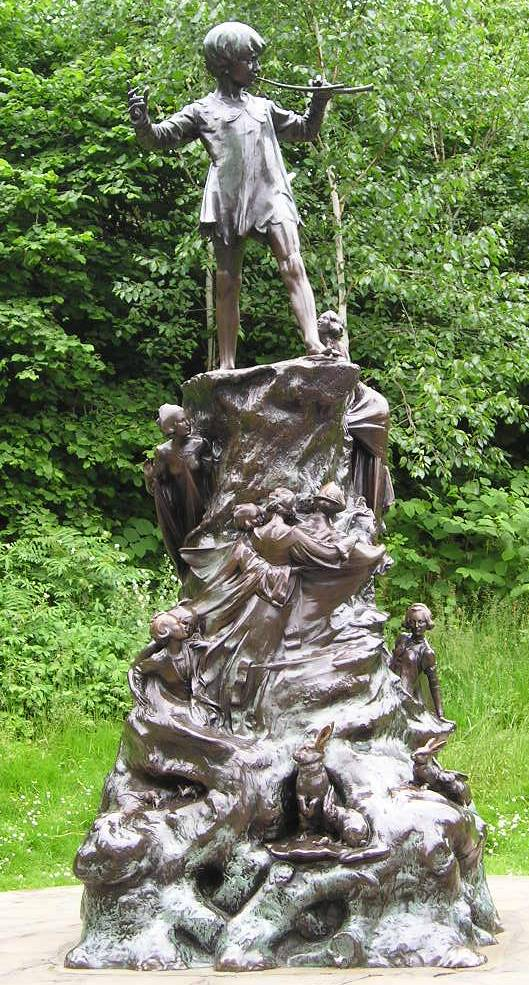
Статуя Питера Пэна в Сент-Джонс (Ньюфаундленд и Лабрадор)
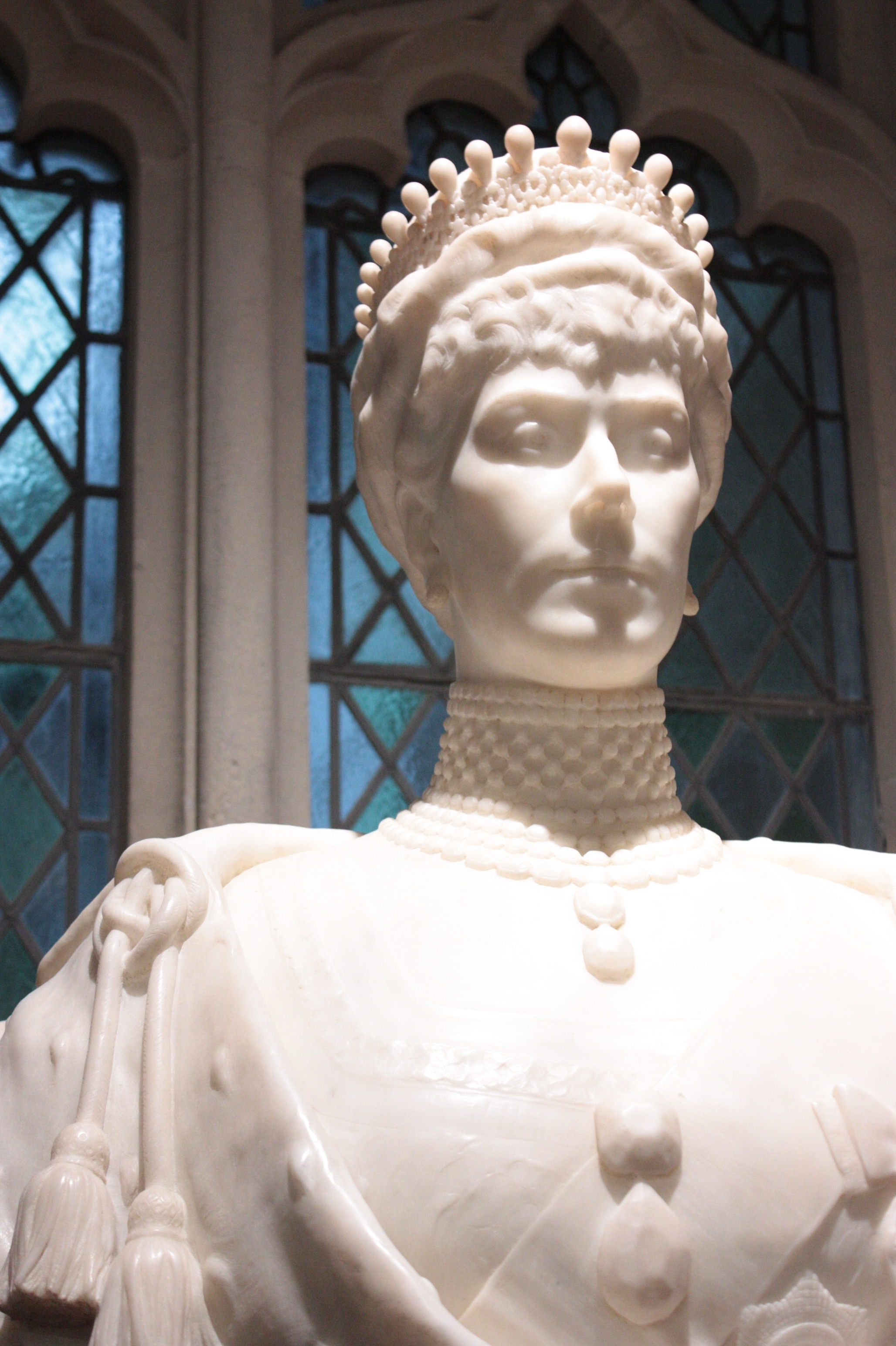
Бюст королевы Марии, Галерея Гильдхолла, Лондон